# 鲁特韦勒
鲁特韦勒是德国莱茵兰-普法尔茨州的一个市镇。总面积3.31平方公里，总人口477人，其中男性240人，女性237人（2011年12月31日），人口密度144人/平方公里。